# آرمن آوانسیان
آرمن آوانسیان (انگلیسی: Armen Avanessian؛ زادهٔ ۱۹ ژوئن ۱۹۷۳) فیلسوف، نظریه ادبی نظریه‌پرداز ادبی نظریه‌پرداز فلسفی ارمنی‌تبار اهل اتریش است. وی در دانشگاه آزاد برلین تدریس می‌کند.

## زندگی
آوانسیان در ۱۹ ژوئنِ ۱۹۷۳ در وین در یک خانواده خانواده ارمنی به دنیا آمد. وی رشته علوم سیاسی را در پاریس زیرنظر ژاک رانسیر فراگرفت.